# Susan Hiller
Susan Hiller (Tallahassee, 7 de março de 1940 – Londres, 28 de janeiro de 2019) foi uma artista nascida nos Estados Unidos que morava em Londres, Reino Unido. Sua prática artística inclui instalação, vídeo, fotografia, performance e escrita.

## Infância e educação
Nascida em Tallahassee, Flórida, em 1940, Susan Hiller foi criada e em torno de Cleveland, Ohio. Posteriormente, ela se mudou para Coral Gables, na Flórida, em 1950, onde frequentou a Coral Gables High School, graduando-se em 1957. Ela frequentou o Smith College em Northampton, Massachusetts, recebendo o bacharelado em 1961. Depois de passar um ano em Nova Iorque estudando fotografia, cinema, desenho e linguística, Hiller fez uma pós-graduação na Universidade Tulane em Nova Orleães, Luisiana, com uma bolsa de estudos da National Science Foundation Fellowship em antropologia. Ela completou o doutorado de antropologia em 1965.
Depois de fazer o trabalho de campo no México, Guatemala e Belize, com bolsa do Middle American Research Institute (1962-5), Hiller tornou-se crítica da antropologia acadêmica; ela não queria que sua pesquisa fosse parte da "objetificação da contrariedade dos eventos vividos [que estava] destinada a se tornar mais um fio cúmplice tecido no tecido da 'evidência' que ajudaria a antropologia a se tornar uma ciência". Foi durante uma palestra de slides sobre arte africana que Hiller decidiu se tornar uma artista. Ela sentiu que a arte era "acima de tudo, irracional, misteriosa, numinosa ... [ela] decidiu que [ela] se tornaria não uma antropóloga, mas uma artista: [ela] abandonaria a factualidade pela fantasia". Essa decisão de iniciar uma prática artística foi um esforço, como o artista lembrou mais tarde, de "encontrar uma maneira de estar por dentro de todas as minhas atividades".

## Carreira e prática
Começando sua prática artística no início da década de 1970, Hiller foi influenciada pela linguagem visual do minimalismo e da arte conceitual, e mais tarde citou o Minimalismo, o fluxus, o surrealismo e seu estudo da antropologia como grandes influências em seu trabalho.
A primeira exposição de Hiller foi uma coletiva na Gallery House, em Londres, em 1973. Lá ela apresentou duas obras, uma em seu próprio nome e outra usando o pseudônimo 'Hace Posible' (espanhol para 'tornar possível'); Transformer, 1973, uma estrutura de grade do chão ao teto com papel de seda coberto com as marcas do artista, e Inquires, 1973, uma apresentação de slides de fatos coletados de uma enciclopédia britânica destinada a enfatizar definições culturalmente partidárias no que é considerado uma fonte objetiva e equitativa de em formação. Sua prática artística foi inovadora para seu tempo e incluiu uma variedade de mídia e trabalho baseado em performance. No início da década de 1970, Hiller criou 'investigações em grupo' participativas, incluindo Pray/Prayer (1969), Dream Mapping (1974) e Street Ceremonies (1973). Esses trabalhos se originaram em sua convicção de que "a arte pode funcionar como uma crítica da cultura existente e como um locus onde futuros impossíveis podem começar a se moldar".
Ao longo de sua carreira, Hiller ficou conhecida por fazer uso de fenômenos cotidianos e artefatos culturais de nossa sociedade, inspirando-se em fontes tão diversas como cartões postais, sonhos, escrita automática, arquivos, shows de Punch & Judy, avistamentos de OVNIs, filmes e narrativas de terror. Usando as técnicas de coleta e catalogação, apresentação e exibição, ela transformou essas peças efêmeras do cotidiano em obras de arte que oferecem um meio de explorar as contradições inerentes à nossa vida cultural coletiva, bem como o inconsciente e o subconsciente individual e coletivo. Como artista, ela se interessou pelas áreas de nossa experiência coletiva cultural que se preocupam com experiências desvalorizadas ou irracionais: o subconsciente, o sobrenatural, o surreal, o místico e o paranormal. Ela se envolveu com experiências e fenômenos que desafiam a explicação lógica ou racional através das técnicas científicas racionais de taxonomia, coleção, organização, descrição e comparação. Ela, no entanto, não aplicou sistemas de julgamento ao trabalho, abstendo-se de categorizar as experiências como 'verdadeiras' ou 'falsas', 'fato' ou 'ficção'.
Hiller descreveu sua prática como 'paraconceptual', um neologismo que coloca seu trabalho entre o conceitual e o paranormal. Muitos de seus trabalhos exploram a liminaridade de certos fenômenos, incluindo a prática da escrita automática (Sisters of Menon, 1972/79; Homage to Gertrude Stein, 2010), experiências de quase morte (Clinic, 2004) e experiências coletivas de inconsciente, subconsciente e paranormal atividade (Dream Mapping, 1974; Belshazzar 's Feast, 1983-4; Dream Screens, 1996; PSI Girls, 1999; Witness, 2000). Tomando emprestadas estratégias do Minimalismo para aplicar um arcabouço "racional" a esses produtos do inconsciente, a artista montou a obra "Irmãs de Menon" em quatro molduras em forma de L que, ao serem instaladas na parede juntamente com quatro páginas de sua autoria emolduradas individualmente comentário, faça um cruciforme. Hiller também publicou Sisters of Menon como um livro de artista. Ela insistiu em borrar as fronteiras entre as definições culturais de "racional" e "irracional", ao mesmo tempo em que restabeleceu a validade do inconsciente como fonte de conhecimento ou verdade.
Após meados da década de 1970, Hiller continuou seu envolvimento com o minimalismo. Para a obra intitulada 10 Months (1977-79), ela tirou fotos de seu corpo grávida e manteve um diário documentando os aspectos subjetivos de sua gravidez. O trabalho final compreende dez blocos quadriculados de vinte e oito fotografias em preto e branco, cada bloco correspondendo a um mês lunar. As imagens são acompanhadas de trechos de seus diários para o mesmo período. Esses componentes são instalados na parede em um padrão escalonado que desce da esquerda para a direita. Como observou Lisa Tickner, "O sentimentalismo associado às imagens da gravidez é nitidamente posto à prova pelo escrutínio da mulher/artista que sofre a ação, mas que também atua: que goza de um status precário tanto como sujeito quanto como objeto de sua vida. trabalhar... Os ecos da paisagem, as alusões ao amadurecimento e à realização, são recusados pelas ansiedades do texto e pelo processo metódico de representação." A obra foi considerada controversa quando foi exibido pela primeira vez em Londres.
A partir da década de 1980, Hiller incorporou o uso de tecnologia de áudio e visual como meio de investigar esses fenômenos, permitindo ao visitante 'criar visões a partir de pistas auditivas e visuais ambíguas'. Ao descrever o trabalho de Hiller, a historiadora de arte Alexandra Kokoli observa que "o trabalho de Hiller desenterra a permeabilidade reprimida... de ...construções instáveis, mas valorizadas, como racionalidade e consciência, valor estético e cânones artísticos. Hiller refere-se a esse posicionamento precário de sua obra como "paraconceitual", apenas à margem do conceitualismo e vizinho ao paranormal, um local desvalorizado da cultura onde as mulheres e o feminino foram inversamente privilegiados. No campo híbrido do 'paraconceptualismo', nem o conceitualismo nem o paranormal são deixados intactos... como... o prefixo 'para' - simboliza a força da contaminação por uma proximidade tão grande que ameaça a solidez de todas as fronteiras."
Ela morreu em Londres em 28 de janeiro de 2019 de câncer de pâncreas aos 78 anos.

## Coletânea de obras
As obras de Hiller estão incluídas em coleções públicas e privadas internacionais, incluindo o Centro Georges Pompidou, Paris; Tate Gallery, Londres; Museu de Arte Colby College, Colby, Maine; Fundação Ella Fontanals Cisneros, Miami; Frac Bourgogne, Dijon; Henie – Onstad Kunstsenter, Oslo; Coleção de esculturas de Henry Moore, Leeds; Inhotim, Brumadinho, Brasil; Museu de Israel, Jerusalém; Museu Ludwig, Colônia; Moderner Museet, Estocolmo; Galeria Nacional de Arte do Sul da Austrália, Adelaide; Museu da Escola de Design de Rhode Island, Providence, Rhode Island; Museu de Arte Smith College, Northampton, Massachusetts; Museu Metropolitano de Fotografia de Tóquio; Victoria and Albert Museum, Londres.

## Prêmios e bolsas de arte
- 1968 – Fundação Karolyl, Vence, França (residência)[17]
- 1969 – Ministère des Beaux Arts, Marrocos (residência)[17]
- 1975 – Artista Residente, Universidade de Sussex, Brighton (GB)[17]
- 1976 – Fundação Gulbenkenian]Prémio Artista Visual (GB)[17]
- 1977 – Prémio de Artista Visual da Fundação Gulbenkenian (GB)[17]
- 1981 – Bolsa da Greater London Arts Association (GB)[17]
- 1982 – Visual Arts Board Traveling Fellowship (Austrália), National Foundation for the Arts Fellowship (EUA)[17]
- 1998 – Bolsa Guggenheim em Prática de Arte Visual (EUA)[17]
- 2002 – residência DAAD, Berlim, 2002-2003 (Alemanha)[17]
- Kulturstifung des Bundes, Halle (Alemanha)[17]
- Residência Couvent des Recollets, Paris (FR)[17]

Hiller lecionou na Slade School of Fine Art, Londres e atuou como 'Distinguished Visiting Professor' na California State University (1988) e como professora visitante no Departamento de Arte da Universidade da Califórnia, Los Angeles (1992).

## Obras publicadas

### Obras de sua autoria
- Conceptual Painting, 1970–1984
- Relics, 1972–presente
- Dedicated to the Unknown Artists, 1972–1976
- Transformer, Transformation, 1973–1974
- Enquiries/Inquiries, 1973–1975
- Dream Mapping, 1974
- Dedicated to Unknown Artists, 1972–1976
- 10 Months, 1977–1979
- Sisters of Menon, 1972–1979
- Work in Progress, 1980
- Monument, 1980–1981
- Self-Portraits, 1982–1987
- Belshazzar's Feast, 1983–1984
- Magic Lantern, 1987
- An Entertainment, 1990
- From the Freud Museum, 1991–1997
- Dream Screens, 1996
- Wild Talents, 1997
- PSI Girls, 1999
- Witness, 2000
- The J. Street Project, 2002–2005
- Ceramic Works, 2003
- What Every Gardener Knows, 2003
- Clinic, 2004
- Homages, 2003–presente
- The Last Silent Movie, 2007–2008
- Channels, 2013

### Livro de artistas
- Rough Sea, Gardner Arts Center Gallery, Universidade de Sussex, Brighton, 1976; 56 p/p ilus. ISBN 0950490806[18]
- Consultas/Inquéritos, Gardner Arts Center Gallery, University of Sussex, Brighton, com o Arts Council of Great Britain 1979; textos como ilus. ISBN 0950490822[19]
- Irmãs de Menon, Coracle Press para Gimpel Fils. Londres 1983; fac-símile de textos manuscritos e gráficos como illus. capas de placas pintadas à mão. ISBN 0906630029[20]
- Depois do Museu Freud, Book Works, Londres, 1995. Reimpresso em 2000; 79 p/p ilus. capa, texto de Susan Hiller[21]
- Witness, Artangel, Londres 2000; 21 b/w e col. ilustração[22]
- Split Hairs: The Art of Alfie West, auto-publicado, Berlim, 2004, co-autoria com David Coxhead, 9 col. ilustração[23]
- The J. Street Project 2002-2005, Compton Verney, Warwickshire e Berlim 2005; 303 col. ilustração Introdução por Susan Hiller, posfácio de Jörg Heiser (texto em inglês e alemão)[24]
- Levitations:Homage to Marcel Duchamp, Institute of Contemporary Arts with Book Works, Londres 2008; 70 b/w e col. ilus., texto de Susan Hiller.[25]

### Catálogo
- Susan Hiller, From Here to Eternity, ensaios de Richard Grayson,[26] Jörg Heiser e Ellen Seifermann. Publicado por Verlag für moderne Kunst por ocasião da exposição na Kunsthalle Nürnberg, 10 de dezembro de 2011 – 19 de fevereiro de 2012.